# Toltecaria
Toltecaria Miller, 2007 è un genere di ragni appartenente alla famiglia Linyphiidae.

## Distribuzione
L'unica specie oggi attribuita a questo genere è stata rinvenuta in Messico, in una grotta di Jacala de Ledezma nello Stato di Hidalgo

## Tassonomia
Per la determinazione delle caratteristiche di questo genere è preso in considerazione lo studio sugli esemplari denominati Phanetta antricola Millidge, 1984.
A giugno 2012, si compone di una specie:
- Toltecaria antricola (Millidge, 1984)[4] — Messico